# Дженна Стріт
Дженна Стріт (англ. Jenna Street, 3 липня 1982) — американська плавчиня.
Призерка Чемпіонату світу з водних видів спорту 1998 року.